# Vid'ma

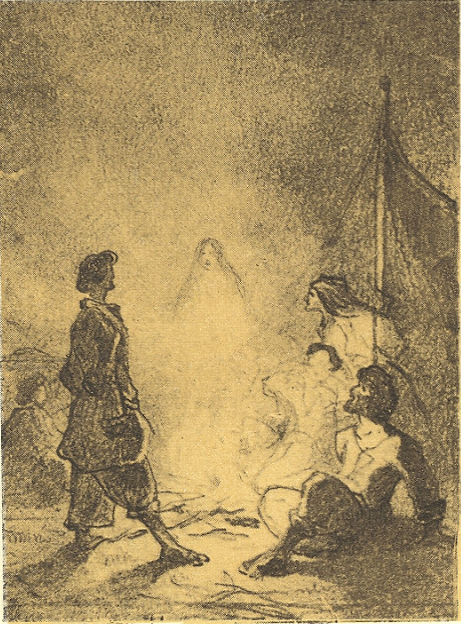
Taras Shevchenko, ilustración para su poema Vid'ma, 1847.

Vid'ma (en ucraniano, Відьма) es la mujer que tiene fuerzas sobrenaturales y las usa contra la gente (una especie de bruja). Se cree que las habilidades básicas de una Vid'ma en Ucrania son: hacer predicciones, robar la leche de la vacas y la lana de las ovejas; dejar los pueblos sin cosecha, transformar alguien en licántropo, provocar enfermedades, estropear las provisiones. También puede controlar el tiempo ( la lluvia, la tormenta, el viento, la nieve, etc). Se cree, igualmente que verlas en los sueños es muy mal señal.

Jans Baldung «Dos vid'mas», 1523.

## Etimología de la palabra
La palabra Vid'ma tiene origen en el ruso antiguo "вѣдъ", que significa «saber». En Sánscrito «veda» significa «conocimiento sagrado». A la derecha del Río Dniéper los arqueólogos han encontrado estatuillas de barro de las mujeres (vid'mas), que están pidiendo «agua del cielo».

## Imagen dual de Vid'ma
Vid'ma es uno de más notables personajes de la demonología ucraniana. Su descripción y características están representadas con mucho detalle en la literatura etnográfica. La Vid'ma simboliza no solamente la maldad abstracta, sino que a veces es el símbolo de la muerte, y en ese caso su aspecto es parecido al del vampiro.

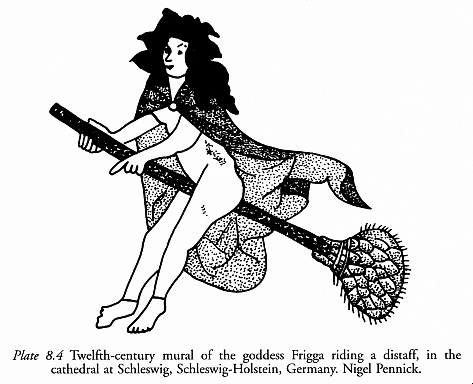

«Cara lívida y arrugada, nariz ganchuda, grandes y ávidos labios, los ojos como dos monedas, los párpados inmóviles» - así es el retrato de esa mujer que ha participado en tantas cosas malas que han pasado en la tierra. Es muy difícil reconocer a una Vid'ma entre las mujeres normales, porque puede ser joven o vieja, y puede adoptar cualquier forma. 
En la representación de Vid'ma eslava se mezclan la maldad y la bondad. Esta lucha infinita simboliza idea de dualismo. 

## Clasificación de Vid'mas
Hay dos categorías de Vid'mas-
- Vid'ma innata

Recibe su poder de la naturaleza desde el primer día de su nacimiento. Aparece en la familia donde han nacido siete mujeres seguidas, sin ningún hombre entre ellas. También puede dar a luz una Vid'ma' la mujer que haya preparado la comida de festivo y sin querer haya tragado un trocito de carbón, o cuando la niña ha sido maldecida estando en el vientre de la madre. 
- Vid'ma sabia

Este tipo recibe su poder aprendiendo las cosas de la *Vid'ma innata o recibe el saber del diablo a cambio de su alma. La Vid'ma innata es más bondadosa que la Vid'ma sabia. A veces ayuda a la gente a arrostrar el peligro de la Vid'ma sabia. Las leyendas dicen que las Vid'ma tienen reuniones en las cimas de las montañas.

## Actividad de Vid'ma
La especialización de la Vid'ma eslava es el robo de la leche de las vacas. La leche y el rocío (fenómeno físico) son su comida favorita. A esas mujeres les gusta recibir en su vivienda espíritus malignos, pero antes de invitarlos, ordeñan las vacas con el fin de tener colación para el banquete. 
Vid'ma innata ordeña las vacas como una mujer normal, y la Vid'ma sabia después de ordeñar la vaca por primera vez hace un agujero en el pared de su casa y lo tapona con un corcho, de forma que leche sale de allí como del grifo. 
La Vid'ma ucraniana sabe hacer muchas más cosas: llamar al granizo, provocar enfermedades diferentes y, a veces, la muerte; robar las estrellas del cielo y generar un eclipse de luna o de sol.
La Vid'ma sabe volar, usando una escoba. Se frota con un líquido y sale con la escoba por la estufa. En la mitología ucraniana, la ruta de cada Vid'ma es Lisa Jora. Allí celebran sus sábatos. Se dice que al sábato solamente va el alma de una Vid'ma, mientras su cuerpo se queda en casa. Si en ese momento, cuando su alma ha dejado el cuerpo y está volando, se le da la vuelta a su cuerpo, el alma, cuando vuelva, no podrá entrar.
Después de su muerte, la Vid'ma, igual que el Vampiro, se levanta de su tumba, especialmente, si tiene que vengar a alguien. Nikolái Vasílievich Gógol en su novela Viy ha contado ese caso.

## Cómo reconocer Vid'ma

### Prueba con agua
En las actas judiciales de Ucrania del siglo XVIII se pueden leer algunas de esas pruebas. En el año 1709, los campesinos y mercaderes le hicieron la prueba a una mujer de Yavorska: la desvistieron y, atada, la dejaron en el agua. Si la Vid'ma se ahoga, la mujer resulta inocente. 
Un descripción parecida de esa prueba la ha escrito Kvitka en su novela Vid'ma de Konotop.

### Otros modos
Para ver a una Vid'ma, hay que mirar a través de los agujeros de un leño.

## Cómo defenderse
Existe la creencia de que las semillas de amapola pueden salvar una casa de la visita de una Vid'ma y, también, que pintando unas cruces con alquitrán en las puertas de la casa, ésta queda protegida.